# 广东省作家协会
广东省作家协会，简称广东省作协，是中华人民共和国广东省文学工作者组成的专业性人民团体，是中国作家协会的团体会员。其最高权力机构为广东省作家协会代表大会。

## 历届主席
- 第八届（2014年2月12日）

兼职主席：蒋述卓
专职副主席：张知干、杨克、范英妍
兼职副主席：(共14人，以姓氏笔画为序）：王世孝(王十月）、丘树宏、孙丽生、李兰妮、李国伟、杨黎光、张欣、张梅、张培忠、陈小奇、郭小东、唐栋、谢有顺、廖琪 
- 第九届（2019年8月7日）

兼职主席：蒋述卓
专职副主席：张培忠、陈昆、苏毅
兼职副主席：（共11人，以姓氏笔画为序）：王世孝（王十月）、丘树宏（秋树红）、李兰妮、李国伟、杨黎光、张欣、陈志、陈继明、林俊敏（阿菩）、贺仲明、谢有顺